# Yu Fu
Yu Fu (Chinees: 玉付; Hebei, China, 29 november 1978) is een Portugese tafeltennisser van Chinese afkomst. Yu is haar achternaam. Ze nam deel aan de Olympische Zomerspelen 2016 en 2020. Ze speelt rechtshandig met de penhoudergreep.

## Belangrijkste resultaten
- Zilver in het enkelspel op de Europese kampioenschappen 2016.
- Zilver met het team op de Europese kampioenschappen 2019.
- Brons met het team op de Europese kampioenschappen 2021.
- Brons met het team op de Europese kampioenschappen 2023.
- Brons in het enkelspel op de Europese kampioenschappen 2015.
- Brons in het enkelspel op de Europese kampioenschappen in 2013.